# جاكسون بي. ديفيس
جاكسون بي. ديفيس (بالإنجليزية: Jackson B. Davis)‏ هو ضابط ومحامي وسياسي أمريكي، ولد في 27 مارس 1918 في ليكومبت في الولايات المتحدة، وتوفي في 22 أغسطس 2016 في شريفبورت في الولايات المتحدة. حزبياً، نشط في الحزب الديمقراطي. وقد انتخب عضو مجلس ولاية لويزيانا.